# Казалини (Бриндизи)
Казалини (итал. Casalini) је насеље у Италији у округу Бриндизи, региону Апулија.
Према процени из 2011. у насељу је живело 1056 становника. Насеље се налази на надморској висини од 308 м.